# Brezovica (district de Tvrdošín)
Pour les articles homonymes, voir Brezovica.
Brezovica (allemand : Bresowitz, hongrois : Berzevice) est un village de Slovaquie situé dans la région de Žilina.

## Histoire
La première mention écrite du village date de 1580.

## Démographie

### Évolution de la population
| Année:               | 1994. | 2004.   | 2014.   | 2024.   |
| -------------------- | ----- | ------- | ------- | ------- |
| Nombre de personnes: | 1220  | 1292    | 1322    | 1419    |
| Différence:          |       | +5,90 % | +2,32 % | +7,33 % |

| Année:               | 2023. | 2024.   |
| -------------------- | ----- | ------- |
| Nombre de personnes: | 1416  | 1419    |
| Différence:          |       | +0,21 % |